# ZK (rapero)
Zaman Kilic (Ishøj, Dinamarca, 26 de agosto de 2000), más conocido por su nombre artístico ZK, es un rapero danés.
Escribió su primer contrato con un joven de 16 años llamado Ashkan en Sony Dinamarca y publicó el primer sencillo "Solskin". Comenzó a cantar y rapear a una edad temprana. Cuando tenía 11 años, hizo su primera canción en YouTube, todavía se pueden encontrar sus canciones de entonces. El cuarto éxito de ZK "Zum Zum" se transmite más de 11 millones de veces en Spotify y es su canción más transmitida. ZK fue al estudio para hacer "Zum Zum" después de que le dijeron que dos de sus amigos cercanos estaban en prisión. La canción es su explicación de la comprensión de él y sus amigos de la vida y la vida del gueto.
"No siento que nadie esté explicando a mis amigos y mi historia. Venimos de barrios marginales y guetos, y la mayor parte de nuestras vidas tienen lugar en la calle. Aquí fuera, es sólo nuestra mentalidad para golpear el dinero rápido rápido.
El tercer sencillo de ZK "Ca Ca" es su segundo más transmitido en Spotify. El concepto ca ca ha surgido entre ZK y sus amigos. "Acerca de Ca es cuando estamos arriba y corriendo sobre algo cuando la policía está en los talones cuando la adrenalina bombea o cuando estamos afectados de alguna manera. Es como cuando nos divertimos, entonces yo y mis hijos somos completamente Ca Ca.
La idea de "Ca Ca" viene de la primera reunión de ZK con estar en un club y su experiencia de esto. La producción en la pista está hecha por otro joven de 17 años de Ishøj, Haider Mirza con el nombre de productor "PakiNextDoor", que con esta pista obtuvo su tienda de producción.
El único ZK de 18 años de Ishøj ha lanzado seis sencillos, que en conjunto tienen más de 20 millones de streams en spotify.

## Discografía

### Álbumes
| Año  | Título | Posiciones máximas |
| Año  | Título | DEN                |
| ---- | ------ | ------------------ |
| 2019 | 2000   | 4                  |

### Sencillos
| Año  | Título                                                             | Posiciones máximas | Álbum                     |
| Año  | Título                                                             | DEN                | Álbum                     |
| ---- | ------------------------------------------------------------------ | ------------------ | ------------------------- |
| 2017 | "Way Way"                                                          | 26                 | Sencillos fuera del álbum |
| 2017 | "Ca Ca"                                                            | 8                  | Sencillos fuera del álbum |
| 2018 | "Zum Zum"                                                          | 26                 | Sencillos fuera del álbum |
| 2018 | "Desert Eagle"                                                     | 13                 | Sencillos fuera del álbum |
| 2019 | "LaLa"                                                             | 8                  | 2000                      |
| 2019 | "Bombay"                                                           | 12                 | Sencillos fuera del álbum |
| 2019 | "Glemmer aldrig" (con Fouli; grabado en Spotify Studios Stockholm) | 12                 | Sencillos fuera del álbum |
| 2019 | "Udsigt"                                                           | 21                 | Sencillos fuera del álbum |
| 2020 | "Po Po"                                                            | 21                 | Sencillos fuera del álbum |
| 2021 | "Million"                                                          | 14                 | Sencillos fuera del álbum |
| 2021 | "Bebe" (with Fouli)                                                | 31                 | Sencillos fuera del álbum |

### Otras canciones
- "Varm indeni" (2017)
- "Solskin" (2017)
- "Drama" (2018)
- "Bang Bang" (2018)